# آبشار کریمل

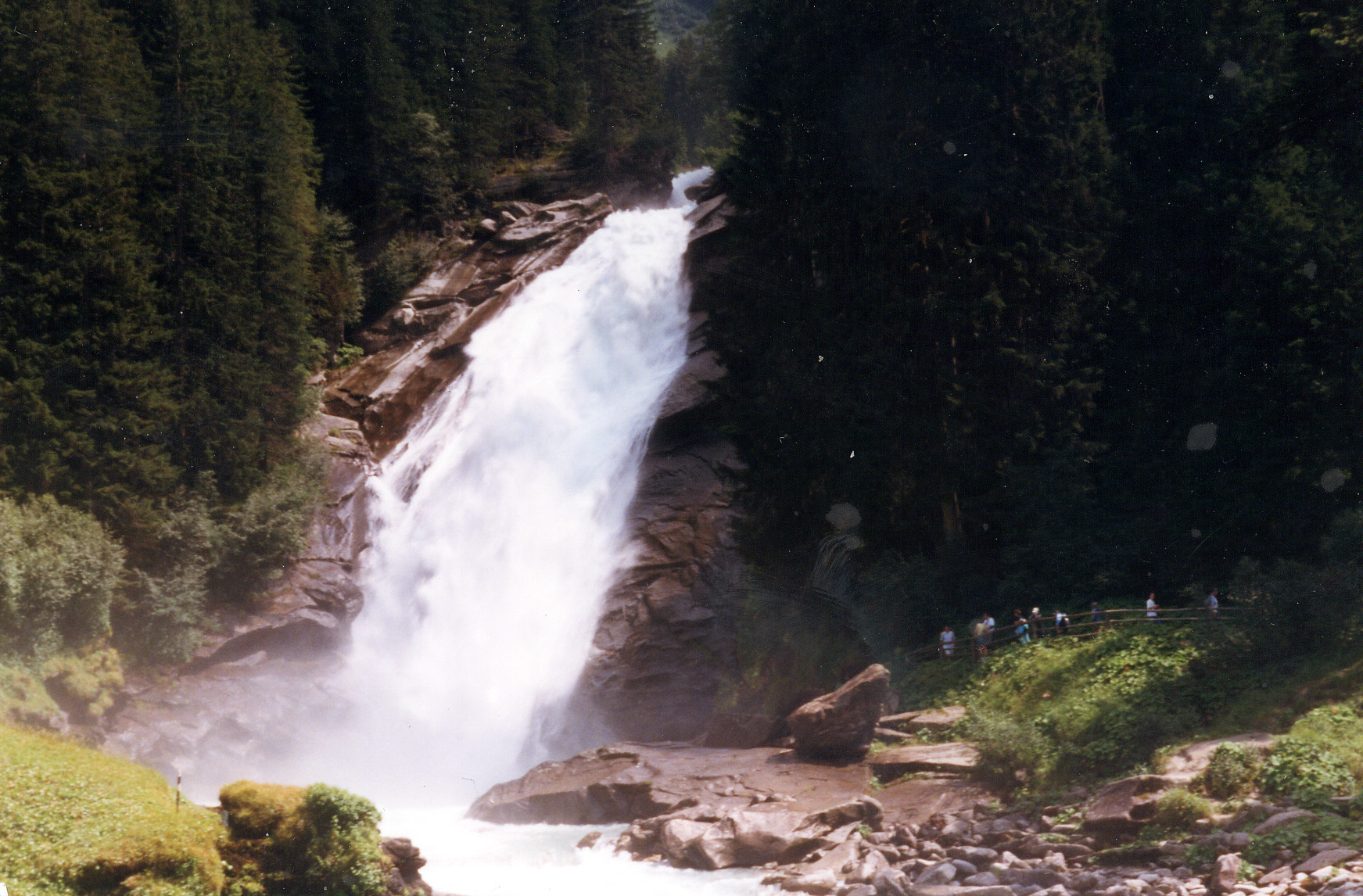
پایین‌ترین سطح آبشارهای کریمل، مرتفع‌ترین آبشار اتریش.

آبشار کریمل (آلمانی: Krimmler Wasserfälle) با ارتفاع کلی ۳۸۰ متر (۱۲۴۷ فوت)، مرتفع‌ترین آبشار اتریش هست. این آبشار بر روی رودخانه کریمل ایک و در نزدیکی روستای کریمل در پارک ملی های تاورندر ایالت سالزبورگ واقع شده‌است.

## نوع آبشار
آبشار کریملر یک آبشار پلکانی سه طبقه به ارتفاع ۱۰۰متر، دو عدد ردیف هم به ارتفاع ۱۴۰ متر است. آبشار از بالای دره کریمل اک شروع می‌شود و در سه مرحله به سمت پایین فرو می‌رود. ارتفاع بلندترین نقطه آبشار از سطح دریا ۱۴۷۰متر میباشد.